# Evakuacija in reševanje
Evakuacija in reševanje vključuje vrsto ukrepov, postopkov in pravil, ki jih je treba izvajati v primeru nenadnega dogodka ( požar, potres, elementarne nesreče itd.), ki lahko ogrozi zdravje in življenje ljudi.
Evakuacija in reševanje je opredeljeno z Zakonom o varnosti pri delu . Zakon opredeljuje osnovne obveznosti glede evakuacije in reševanja v podjetjih. Delodajalec je dolžan usposobiti eno osebo na 20 evakuacijskih in reševalnih delavcev ter mu zagotoviti potrebno opremo. Prav tako je dolžan opraviti redne evakuacijske in reševalne vaje vsaj enkrat na dve leti po pripravljenem načrtu evakuacije. Vsi zaposleni morajo poznati načrt evakuacije.
Kaj je potrebno po zakonu, ki ga je treba opredeliti pri pripravi načrta evakuacije in reševanja je potrebno:
1. lahko se pojavijo,nenadni dogodki
2. pravni subjekti, podjetja, morajo pripraviti načrt za evakuacijo in reševanje,
3. lahko se pojavijo natančne posledice po nenadnem pojavu,
4. Določiti in usposobiti eno ali več oseb, potrebnih za izvajanje evakuacije in reševanja,
5. oblikovanje skupin in enot za izvajanje evakuacije in reševanja,
6. zagotoviti zaščitno opremo osebam, odgovornim za evakuacijo in reševanje,
7. pripravo načrta evakuacije in reševanja,
8. redno izvaja evakuacijske in reševalne vaje.

Skoraj v vseh državah je zaščita prebivalstva pred nevarnostmi, ki jih povzročajo naravne nesreče in nesreče, tehnološke in tehnične nesreče ter vojne grožnje, opredeljena na približno enak način. V teh državah so se mednarodni predpisi o zaščiti vojnih groženj redno uporabljali v Ženevski konvenciji o zaščiti civilnih žrtev vojne, VI. II. Protokol o Dodatnem protokolu k Ženevski konvenciji in na področju nesreč, povezanih z mirom ( naravne nesreče in tehnološke nesreče ), določbe mednarodnih konvencij ( Evropske unije, Svetovne organizacije, Svetovne zdravstvene organizacije, Mednarodne agencije za civilno zaščito - agencije Združenih narodov ) obravnavajo zaščito v industrijskih obratih in nesreče na takšnih objektih.
V skladu s prej omenjenimi konvencijami in svetovno priznanimi standardi je civilna zaščita v Republiki Hrvaški, tako kot kjerkoli drugje na svetu, opredeljena kot humanitarna dejavnost za zaščito ljudi in premoženja pred posledicami naravnih nesreč, tehnično-tehnoloških in ekoloških nesreč ter vojnih dejavnosti, samoobramba prebivalstva, ukrepi za zaščito in reševanje ter aktiviranje in delovanje služb, poveljniških in poveljniških organov ter posebnih enot, namenjenih izvajanju različnih nalog varovanja ljudi in premoženja. Namen izvajanja ukrepov zaščite in reševanja je vključitev in vključitev vseh razpoložljivih sil za preprečitev nastanka nesreče (na primer z izgradnjo dodatnih jezov za zaščito pred poplavami ) ali razširitev njenega področja uporabe (npr. V istem položaju evakuacije ljudi in premoženja) s končnim ciljem zmanjšanja človeških izgub in materialne škode. V državi z organiziranim sistemom zaščite in reševanja ob nastanku nesreče ali nesreče ali v času, ko zadevna služba prejme informacije ali znanje, se ukrepi izvajajo postopoma (od občine do države), začenjajo s samozaščito državljanov v njihovem lastnem okolju. Nato postopoma, načrtno in organizirano, vključitev predvsem sil in služb, ki so jim namenjeni zaščita in reševanje, in nato dodatne poklicne sile, do množičnega vključevanja strokovnjakov civilne zaščite in delavcev splošnega pomena ter vseh delovnih ljudi.

## Vrste ukrepov zaščite in reševanja
Običajno so ukrepi za zaščito in reševanje razdeljeni glede na vrsto nevarnosti ali vrsto zaščite, ki jo zagotavljajo, in so osnovni (v skladu z drugim dodatnim protokolom k ženevskim konvencijam o vojni):
- Pravočasno obveščanje prebivalstva o pojavu in nujnih primerih (Služba za nujne primere ),
- evakuacija,
- odstranjevanje ljudi in premoženja ter zaščito strupenih strupov,
- reševanje pred ruševinami,
- zagotavljanje prve zdravstvene pomoči in oskrbe poškodovanih in bolnih oseb,
- boj proti ognju ,
- odkrivanje in označevanje nevarnih območij (vključno z odkrivanjem in zaznavanjem preostalih destruktivnih in eksplozivnih sredstev) ter dekontaminacijo in razminiranjem terena,
- ogroženosti prebivalstva in nastanitve,
- sanacijo terena.

Poleg zgoraj omenjenih ukrepov zaščite in reševanja so v Uredbi o metodologiji načrtovanja in vsebini načrtov zaščite in reševanja obravnavani naslednji ukrepi zaščite in reševanja (NN 31/95):
- zaščito in reševanje pred uničenjem visokih jezov in zaščito pred poplavami,
- veterinarsko zaščito in pomoč,
- zaščito in reševanje rastlin in rastlinskih proizvodov,
- zaščito in reševanje na vodi in
- zaščito pred epidemijami .

## Oddelek za zaščito in reševanje
V zadnjem času obstaja vedno večja potreba po zaščiti in reševanju ljudi ter odpravi posledic nesreč, ki jih povzroči človek ali objektov, ki so jih zgradili ljudje.Vštete so tudi večje prometne nesreče, izpusti v okolje strupenih, vnetljivih, eksplozivnih ali agresivnih snovi, jezov ali popuščanje nasipov in podobno.
V ta namen Oddelek za zaščito in reševanje v svojem obsegu vključuje:
- vodenje evidence civilne zaščite in vojaških dolžnikov z jamstvi v civilni zaščiti,
- organizacija enot civilne zaščite specializiranega in splošnega namena na ravni države, okrožij, mest, občin ,
- načrtovanje in izvajanje usposabljanja enot civilne zaščite,
- vodenje evidence civilnih oseb,
- organizacijo štaba civilne zaščite, poveljstva in regionalnih poveljstev civilne zaščite na vseh ravneh lokalne samouprave in samoupravnih struktur,
- vodenje evidenc osnovnih zatočišč in spremljanje stanja zavetišč (920 zavetišč na območju mesta Zagreb in 72 zavetišč v Zagrebški županiji ),
- vodenje evidenc o zapornikih, ki imajo vojaški urnik na sedežu zavetišča (1067 menedžerjev beguncev v mestu Zagreb in 94 voditeljev zavetišča v občini Zagreb )
- mnenj o urbanističnih načrtih glede ukrepov zaščite in reševanja,
- izdelavo ocen ogroženosti naravnih, tehničnih, tehnoloških in ekoloških nesreč ter vojnih uničenj,
- načrt za zaščito in reševanje,
- spremljanje izvajanja popravnih ukrepov manjših dogodkov in poročanje o opravljenih dogodkov in
- skrb za materialne in tehnične vire civilne zaščite ter načrtovanje njihove nabave v skladu z materialnimi formacijami.

## viri
- Hrvaška gasilska enota - protipožarna zaščita: evakuacija in reševanje Arhivirano 2014-06-14 na Wayback Machine.
- Urad za varstvo dela
- MINISTRSTVO ZA DELO IN POKOJNINSKI SISTEM